# Hexadella kirkpatricki
Hexadella kirkpatricki är en svampdjursart som beskrevs av Burton 1926. Hexadella kirkpatricki ingår i släktet Hexadella och familjen Ianthellidae. Inga underarter finns listade i Catalogue of Life.